# Kinloch (Nouvelle-Zélande)
La ville de Kinloch (à partir gaélique écossais : Ceann Loch) est une petite localité située dans la région de Waikato dans le nord de l’île du Nord de la Nouvelle-Zélande.

## Situation
C’est une ville en pleine croissance, la plus au nord des baies du lac Taupo, localisée à 20 km par la route au nord-ouest de la ville de Taupo, siégeant sur le Plateau volcanique de l’Île du Nord sur le trajet du: réseau des routes nationales de Nouvelle-Zélande (en).
Elle est entourée des villes de Taupo, de Turangi et de Mangakino

## Activités économiques
C’était initialement une station d’élevage des moutons.
La ville de Kinloch s’est développée ensuite comme une destination de vacances, comme lieu d'implantation de bachs ou cabanons construits près du lac.
La ville elle-même a été installée en 1962 par le Premier Ministre de Nouvelle-Zélande Keith Holyoake .

## Population
Kinloch est formée d’un mélange de résidents permanents et de saisonniers venant pour les vacances.

## Loisirs
Le lac est utilisé pour la pêche à la truite le long des bords du lac et le ski nautique ou la pratique du wake boarding (en).
Le parcours du « Kinloch Club golf »  fut conçu par Jack Nicklaus et a ouvert en mars 2007.

## Éducation
Kinloch a une possibilité d’éducation de la petite enfance à travers le « Lakeland Mobile Kindergarten service » et les accès par bus à la « Marotiri Primary School ».
Kinloch abrite aussi une communauté française, centrée sur le café "Crouton".
La brigade de pompiers volontaires de Kinloch offre ses services aussi dans la région et est une brigade auxiliaire, ce qui signifie qu’elle se déplace pour le compte de la brigade de Taupo.